# Franz Hildebrandt
 
Frans Hildebrandt (* 20. februari 1909 in Berlijn ; † 25 November 1985 in Edinburgh ) was een in Duitsland geboren Lutherse (later Methodist ) predikant en theoloog .

## Zijn jeugd en opleiding
Hij is geboren als zoon van de kunstprofessor Edmund Hildebrandt (1872-1939) en Ottilie, geb. Schlesinger (1872-1952), de zus van Georg Schlesinger. Na het behalen van de middelbare school in 1926 ging hij protestantse theologie studeren van 1926 tot 1930 in Berlijn, Marburg en Tübingen. Uit de tijd in Berlijn stamt ook zijn vriendschap met Dietrich Bonhoeffer. Met een proefschrift over de lutherse leer van het Heilig Avondmaal (getiteld: EST, het lutherse principe) behaalde hij in 1930 het licentiaat (vergelijkbaar met PhD) aan de universiteit van Berlijn. Daarna volgde een vicariaat in Dobrilugk en aan de Heilsbronnenkerk in Berlijn. Daarna werd hij aangesteld als hulppredikant in Kleinmachnow. Hij werd op 18 april juni 1933 in Berlijn tot priester geweid. Omdat zijn moeder van joodse afkomst was, nam hij in september van datzelfde jaar ontslag uit het pastoraat uit protest tegen de invoering van de Arische paragraaf in de kerk.  Hij verlaat Duitsland en vertrekt naar Engeland. Hij gaat naar zijn vriend Dietrich Bonhoeffer die toen predikant was van een Duitse gemeente in Londen.

## Naar Engeland
Na drie maanden met Bonhoeffer in zijn pastoraat in Londen te hebben gewerkt krijgt Hildebrandt het verzoek van pastoor Martin Niemöller om terug te komen naar Berlijn. Niemöller werkt voor de Pfarrernotbund (een organisatie die predikanten van joodse afkomst die getroffen waren door de Arische paragraaf hielp). Kort na Hildebrandts terugkomst worden hij en Niemöller   in 1937 gearresteerd. Maar met hulp van vrienden komt Hildebrand weer vrij en vlucht hij opnieuw in september 1937 naar Groot-Brittannië. Dit keer definitief. Hij werd opgevangen door Julius Rieger, de pastoor van de Londonse Duitse Lutherse St. George kerk. Hij hielp hem bij de zorg voor vluchtelingen. In 1939 ging hij met een beurs van de Wereldraad van Kerken studeren aan Cambridge. 
In het begin van de Tweede Wereldoorlog heeft hij een tijdje gevangen gezeten. Maar werd vrijgelaten na tussenkomst van zijn vriend, bisschop George Bell van Chichester. Bell had een nauwe band met zowel Bonhoeffer als Hildebrandt (hij noemde hen 'mijn twee jongens').Tegelijkertijd stond hij in nazi Duitsland op lijst dat bij een geslaagde invasie Hildebrandt gearresteerd moest worden door speciale SS-eenheden.
In de daaropvolgende jaren hielp Hildebrandt de Duitstalige protestantse gemeente in Cambridge opbouwen en werkte ze voor een aantal kerkgerelateerde projecten, waaronder Duitstalige uitzendingen op de BBC. In september 1943 trouwde hij met Nancy Hope Wright, met wie hij drie kinderen David, Ruth en Ester kreeg.
Ondanks zijn goede band met de anglicaanse bisschop van Chichester George Bell, kon Hildebrandt zichzelf er niet toe brengen lid te worden van de Church of England en priester te worden. Aangezien dat een hernieuwde wijding door een anglicaanse bisschop vereist ets dat Hildebrandt niet kon accepteren omdat het zijn wijding in Duitsland ongeldig maakte. Hildebrandt associeerde zich steeds nauwer met het methodisme en werd uiteindelijk predikant in de Methodistenkerk. Hij begon de theologische wortels van het methodisme te bestuderen in het werk van John Wesley. Hij ontwikkelde een theologisch perspectief op Wesley (en het methodisme in het algemeen) als een ontwikkeling van een degelijke reformatietheologie . Hij begon te werken als Methodistenpredikant in Romsey Town, ten zuiden van Cambridge (1946), en later in Edinburgh (1951-1953). Op 9 juni 1947 kreeg hij het Britse staatsburgerschap.
In 1953 aanvaardde Hildebrandt een aanstelling als hoogleraar Bijbelse theologie aan de Drew University in New Jersey, VS, en doceerde daar tot 1967. Aan de eerste zitting van het Tweede Vaticaans Concilie nam Hildebrandt als waarnemer deel als vertegenwoordiger van de Wereld Methodisten Raad. In 1960 ontving hij een eredoctoraat van de theologische hogeschool Belijn. 
Hildebrandt keerde in 1968 terug naar Schotland, maar niet snel daarna nam hij zijn ontslag bij de Methodist Church, die op dat moment aansluiting zocht bij de Anglicaanse Kerk. Hij werd lid van de Church of Scotland (Presbyterian) en werkte tot zijn dood, als gevolg van een beroerte, in 1985 in Edinburgh als predikant en ziekenhuisaalmoezenier. Zijn vrouw Nancy stierf op 12 juli 2008 en werd 89 jaar Zijn zoon David overleed op 16 juni 2002.
Hildebrandt werd onder meer bekend door zijn geschriften over de hymnen van Charles Wesley

## Publicaties

### Als schrijver
- Est: Het lutherse principe. Göttingen 1931.
- [anoniem] Martin Niemöller en zijn bekentenis. Zollikon 1938.
- Theologie voor vluchtelingen. Een hoofdstuk van Paul Gerhardt . Uitgegeven door de Church of England Committee for "Niet-Arische" christenen. Finsbury Press, Londen 1940.
- Melanchthon - Alien of Bondgenoot? Cambridge 1946.
- Van Luther tot Wesley. Londen 1951.
- Christendom volgens de Wesleys. De Harris Franklin Rall-lezingen, 1954, gehouden in het Garrett Biblical Institute, Evanston, Illinois. Londen 1956 (Herdruk: Baker Books, Grand Rapids 1996, ISBN 0-8010-2110-3 ).
- Ik bood Christus aan. Een protestantse studie van de mis. Londen 1967.

### Als redacteur
- "En andere pastors van uw kudde": een Duits eerbetoon aan de bisschop van Chichester . Cambridge 1942.
- Wesley Hymnbook. Kansas City 1963.
- met Oliver A. Beckerlegge: A Collection of Hymns for the Use of the People genaamd Methodists (The Works of John Wesley, Vol. 7), Oxford 1983.

## Audio
- dr Franz Hildebrandt en Methodist hymnen onder leiding van AG Dreisbach (met Denville Methodist Episcopal Church Choir). Engels Geluidsopname: Muziek: Hymnes: LP-opname: 33 1/3 rpm; 12 inch, Madison, NJ 1959.